# Tien Tan Buddha-szobor (Hongkong)
A hongkongi – alapzatával együtt – 34 méter magas Tien Tan Buddha-szobor (hagyományos kínai nyelven: 天壇大佛, egyszerűsített formában: 天坛大佛) a világ legnagyobb szabadtéri ülő bronz Buddha-szobra, amelyet a Lánthau-szigeti Muk Jüe-hegy egyik csúcsán emeltek. A szobrot, 12 év építés után, 1993-ban adták át a Po Lin-kolostor közelében. A szobor északra, a kínai népek felé néz, és felállítói reményei szerint a városállam stabilitását, Kína prosperitását és a világbékét szimbolizálja.

## Tervezése
A  szobor építésének gondolata 1973-ban vetődött fel, amikor a Po Lin szerzetesei Japánban és Taivanon jártak, és ott felkeresték az óriási Buddhákat. Úgy gondolták, hogy Hongkongban is emelni kell egy ilyen szobrot, amely az általa árasztott béke révén a spirituális nyugalom forrása lesz az embereknek.
A következő évben a hongkongi kormány 6,5 ezer négyzetméter területet adott a szobor felállításához a kolostornak. 1979-ben, a kínai nyitásnak köszönhetően, a szerzetesek eljutottak a pekingi Ég templomába, kínai nevén a Tien Tan-ba. Az ottani oltár egyik – lótuszvirágon ülő, kezét áldásra emelő Buddhát ábrázoló – szobráról mintázták meg később a hongkongit, ezért nevezik azt Tien Tan Buddha-szobornak.
A tervezők számos bonyolult számítást végeztek annak érdekében, hogy a szélnek, viharoknak kitett szobor stabilitása megmaradjon. A pekingi aerodinamikai intézet szélcsatornájában vizsgálta a tervezett óriási alkotás másolatát.

## Építése
A szobor magán viseli Buddhának a szútrákban szereplő valamennyi „fizikai jellemzőjét”. Az arc modelljének a Longmen-barlangokban található Vairócsana-szobrot választották, az öltözetet és a „frizurát” Gautama Sziddhártha Tunhuang-barlangbeli szobra ihlette. Tenyereire nyolcküllős szekérkerék rajzolatát, mellére szvasztikát terveztek.
Az 1:5 méretarányú gipszmodellt Hou Csin-huj, a Kanton városi szépművészeti intézet munkatársa készítette, aki 1982 áprilisában látott munkához. A modell 1984 februárjára lett kész. A szobrot eredetileg vasbetonból készítették volna, végül művészeti szempontokból, strukturális problémák és a költségek kézben tartása miatt a bronz mellett döntöttek.
A nagyjából öt méter magas modellt Nankingból Kantonba szállították 1986. szeptember 26-án, majd elkészítették a szobor 1:1 méretarányú gipszmását. A 202 bronz borítólap egy acél tartószerkezetre került. A lapok vastagsága 10 és 13 milliméter közötti. Buddha arcát egyetlen hatalmas – 4,3 méter x 5,8 méteres, öt tonnás – elemből készítették el. Az elemeket 1989 áprilisában tengeren vitték Hongkongba. Az utolsó elem 1989. október 13-án került a helyére. Az átadási ünnepség 1993. december 29-én volt.

## A szobor
Buddha figurája nagyjából 23 méteres, amely egy három méternél magasabb lótuszvirágon ül. Az alapzattal együtt 34 méter magas a szobor. Vannak a világon nagyobb Buddha-szobrok is, például a kínai leshani, de azok vagy nem ülnek, nincsenek a szabadban, vagy nem bronzból készültek. A szoborhoz, amelynek tömege 250 tonna, 268 lépcső vezet.
A szobor belsejében egy nagy harangot helyeztek el, amely a számítógépes vezérlés révén, Buddha tanításainak 108 kötetét szimbolizálva, mindennap 108 alkalommal szólal meg. Az alapzat alsó szintjén hat, egyenként kéttonnás Bódhiszattva-szobor van, a második szinten egy Buddha életét bemutató kicsi múzeum működik.

## Megközelítése
A Tung Csung metrómegállótól a Ngong Ping 360 nevű kötélpálya vezet a csúcsra. A végállomástól még gyalogolni kell néhány száz métert a szoborig, majd egy meredek lépcsőt kell megmászni az alapzatig.

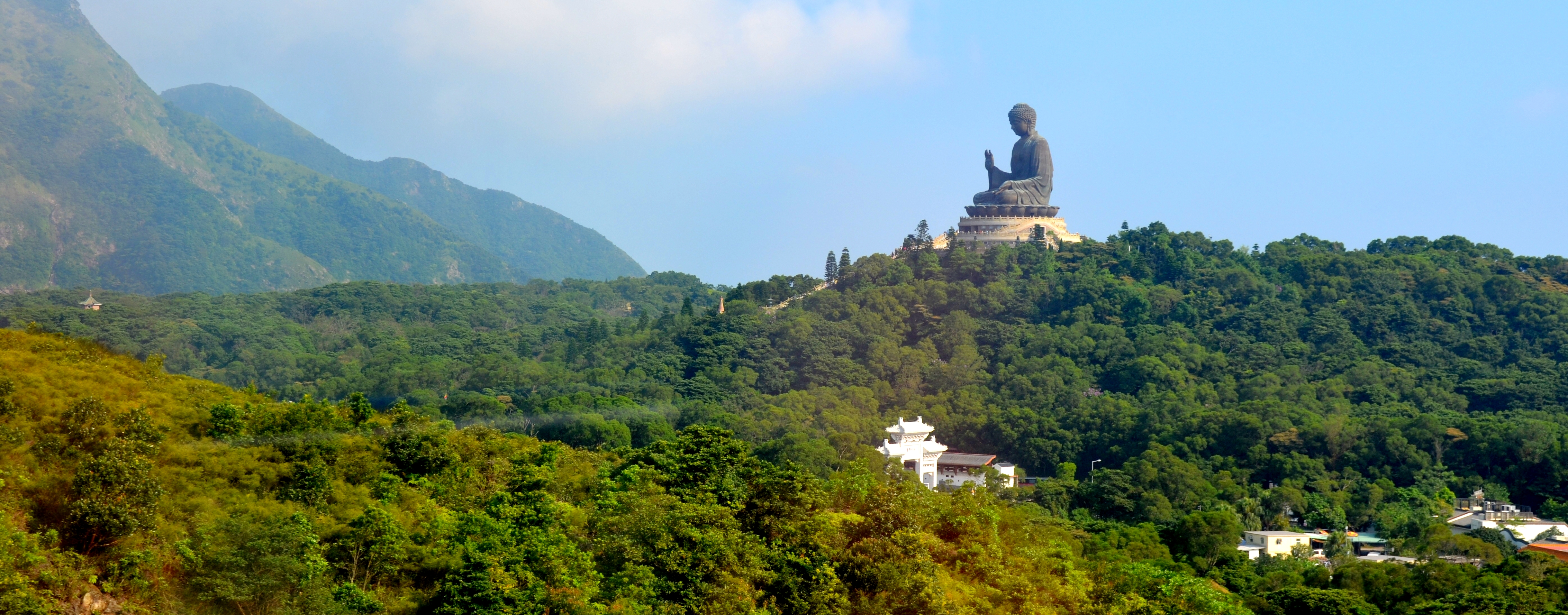